# Mohamed Abdilaahi
Mohamed Abdilaahi, geb. Mohumed (* 24. März 1999 in Mönchengladbach), ist ein deutscher Langstreckenläufer. Er hält seit dem 11. Juli 2025 den deutschen Rekord über 5000 Meter.

## Werdegang
Mohamed Abdilaahi wurde in Mönchengladbach geboren. Seine Eltern stammen aus Somalia, sind aber niederländische Staatsbürger. Er hat vier Schwestern und einen Bruder. Im Dezember 2022 nahmen sein Bruder Yassin und er den Nachnamen ihres Vaters an, nachdem ihren Eltern eine staatliche Heirat in den Niederlanden ermöglicht wurde.
Abdilaahi spielte in seiner Jugend bei der DJK VfL Willich Fußball, wechselte aber im Sommer 2015 zur Leichtathletik. Im September 2015 absolvierte er einen 5000-Meter-Bahnlauf in 15:34,03 min. Bereits im Folgejahr lief er mit 1:51,00 min über 800 Meter, 3:48,99 min über 1500 Meter und 8:27,96 min über 3000 Meter jeweils nationale Jahresbestzeiten in seiner Altersklasse. Über 3000 Meter trat er bei den erstmals ausgetragenen U18-Europameisterschaften im georgischen Tiflis an; dort verpasste er als Vierter in Bestzeit von 8:23,14 min um 2,8 Sekunden eine Medaille. Zwei Wochen später siegte er über diese Distanz bei den Deutschen U18-Meisterschaften im heimischen Mönchengladbach. Zum Jahresende wechselte er zur LG Olympia Dortmund in die Trainingsgruppe von Pierre Ayadi. Zuvor war er zwar weiterhin für die DJK VfL Willich gestartet, trainierte aber seit März 2016 beim SC Bayer 05 Uerdingen und Udo Gerhardt.
Im Jahr 2017 konnte Abdilaahi seine Zeiten nicht verbessern, dafür wurde er über 3000 Meter in der Halle Deutscher U20-Vizemeister und qualifizierte sich zu Jahresende beim Darmstadt-Cross für die Crosslauf-Europameisterschaften im slowakischen Šamorín, bei denen er im U20-Rennen nach einem Sturz Rang 35 belegte. In den zwei folgenden Jahren lief Abdilaahi wieder Bestleistungen, so erzielte er 2018 Zeiten von 3:46,50 min über 1500 Meter und 14:09,09 min über 5000 Meter, die er im Folgejahr auf 3:44,79 min bzw. 13:54,35 min verbesserte. Erneut gelang ihm die Qualifikation für internationale Nachwuchsmeisterschaften. Den 5000-Meter-Lauf bei den U20-Weltmeisterschaften 2018 in Tampere beendete er als Dreizehnter und bei den U23-Europameisterschaften 2019 in Gävle wurde er Elfter über 10.000 Meter in 29:04,21 min sowie Neunter über 5000 Meter. Bei zwei weiteren Teilnahmen an Crosslauf-Europameisterschaften trug er mit Platz 6 im U20-Lauf 2018 und Platz 16 im U23-Wettbewerb 2019 jeweils zum Gewinn der Team-Bronzemedaille bei. Auf nationaler Ebene gewann er 2018 den U20-Hallentitel über 3000 Meter, dazu kam Silber bei den U20-Meisterschaften über 5000 Meter und ein Jahr später Bronze über 5000 Meter der U23. Des Weiteren verbesserte er 2018 beim Great 10k in Berlin die deutsche U20-Bestleistung über 10 Kilometer um 4 Sekunden auf 29:58 min und auf Aktivenebene belegte er bei den Deutschen Hallenmeisterschaften 2019 über 3000 Meter mit Bestzeit von 8:04,44 min den sechsten Platz.
2020 verbesserte Abdilaahi seine Bestzeiten über 1500 Meter sowohl zu Jahresbeginn in der Halle mit 3:40,01 min als auch in der durch die COVID-19-Pandemie verzögerten Freiluftsaison mit 3:38,83 min um mehrere Sekunden. Nachdem er bei den Deutschen Hallenmeisterschaften als Vierter über 3000 Meter in 7:59,14 min eine Medaille noch knapp verpasst hatte, siegte er im Sommer bei den Deutschen Meisterschaften über 5000 Meter vor Maximilian Thorwirth und steigerte eine Woche darauf bei einem Meeting im heimischen Stadion Rote Erde auch über diese Distanz seine Bestzeit um 30 Sekunden auf 13:24,46 min.
Abdilaahi besuchte nach seinem Wechsel zur LG Olympia Dortmund das Dortmunder Goethe-Gymnasium mit angegliedertem Sportinternat. 2020 legte er dort sein Abitur ab und nahm anschließend an der Technischen Universität Dortmund ein Studium des Maschinenbaus auf, welches er zugunsten der Olympiaqualifikation ruhen ließ.
2021 wurde Abdilaahi deutscher Meister über 3000 Meter in der Halle. Am 3. Juni lief er im spanischen Huelva neue persönliche Bestleistung über 5000 Meter in 13:21,21 min. Zwei Tage später wurde er deutscher Meister über dieselbe Distanz. Am 29. Juni konnte er seine Bestzeit erneut steigern, mit seiner Zeit von 13:17,04 min fehlten ihm aber rund zweieinhalb Sekunden zur Olympianorm. Über die Weltrangliste konnte sich Abdilaahi aber dennoch für die Olympischen Spiele qualifizieren. Am 10. Juli gewann er bei den U23-Europameisterschaften in Tallinn Gold über 5000 Meter. Bei den Olympischen Spielen in Tokio schied Abdilaahi im Halbfinale als Zwölfter aus.
2022 lief Abdilaahi beim Indoor Meeting Karlsruhe über 3000 Meter neue persönliche Bestleistung in 7:41,35 min. In Dortmund konnte er am 12. Februar auch seine Bestleistung über 1500 Meter verbessern. Bei den deutschen Hallenmeisterschaften trat er über 1500 Meter an und belegte dort den zweiten Platz hinter Robert Farken. Abdilaahi verzichtete auf einen Start bei den Hallenweltmeisterschaften. Am 1. April lief er EM-Norm über 10.000 Meter im US-amerikanischen Stanford in 28:13,83. Am 6. Mai startete Abdilaahi in einem hochkarätigen 5000-Meter-Rennen in San Juan Capistrano und konnte dort seine 5000-Meter-Zeit auf 13:03,18 min steigern. Er belegte den zweiten Platz hinter 1500-Meter-Olympiasieger Jakob Ingebrigtsen. Diese Zeit machte ihn zum zweitschnellsten deutschen Athleten aller Zeiten über diese Distanz, nur Dieter Baumann lief drei schnellere Zeiten. Beim Christi-Himmelfahrt-Sportfest in Köln am 26. Mai lief Abidlaahi neue Bestzeit über 800 Meter in 1:50,15 min, zwei Tage später lief er mit neuer persönlicher Bestleistung über 1500 Meter in 3:36,01 min um nur eine Hundertstel an der EM-Norm vorbei. Bei den Weltmeisterschaften schied er im Vorlauf des 5000-Meter-Rennens überraschend aus. Abdilaahi erläuterte danach, dass er sich schon am Morgen des Rennens nicht gut gefühlt habe.
Am 11. Juli 2025 lief Abdilaahi beim Diamond-League-Meeting in Monaco mit 12:53,63 min einen neuen deutschen Rekord über 5000 Meter. Dabei verbesserte er den fast 28 Jahre alten Rekord von Dieter Baumann um 1,07 Sekunden.

## Persönliche Bestzeiten
- 800 m: 1:50,15 min, 26. Mai 2022, Köln
  - Halle: 1:54,65 min, 3. Februar 2018, Dortmund
- 1500 m: 3:35,69 min, 3. Juni 2022, Bydgoszcz
  - Halle: 3:38,73 min, 12. Februar 2022, Dortmund
- 3000 m: 7:38,98 min, 20. Juli 2023, Luzern
  - Halle: 7:38,97 min, 7. Februar 2025, Karlsruhe
- 2 Meilen: 8:27,88 min, 9. Juni 2023, Paris
- 5000 m: 12:53,63 min, 11. Juli 2025, Monaco, 
  - Halle: 13:06,38 min, 21. Februar 2025, Boston
- 10.000 m: 28:13,83 min, 1. April 2022, Stanford
- 5-km-Straßenlauf: 13:22 min, 14. Dezember 2024, Khobar
- 10-km-Straßenlauf: 27:40 min, 16. November 2024, Lille